# دیمیتار بلاگوف
دیمیتار بلاگوف (بلغاری: Димитър Благов؛ زادهٔ ۳۰ مارس ۱۹۹۲) بازیکن فوتبال اهل بلغارستان است.